# Anna från Värmdön
Anna från Värmdön var föremål för en häxprocess i Stockholm 1593. 
Den 12 juni 1593 fördes Anna från Värmdön till Stockholm av komminister Johannes Nikolai. Hon anklagades för att vara en "trollkvinna som läste över smöret, ysten o.s.v., skar i kalvsvansen och lät blodet drypa på brödet och ge det till kalven för modstulenhet." Hon förnekade att hon hade läst Pater Noster över kalvsvansen, men erkände att hon hade läst Mater Maria. 
Det är inte känt om hon dömdes eller avrättades.